# Groot Kuala Lumpur (Klang Valley)
Groot Kuala Lumpur of Klang Valley (Maleisisch: Kuala Lumpur Raya) is het metropoolgebied met en rond de hoofdstad Kuala Lumpur in Maleisië.
De bijnaam van de metropool “Klang Valley” komt van de gelijknamige rivier, die door het gebied stroomt richting de Straat van Malakka. Tevens is Klang de naam van een district en de grote havenstad die aan de monding van deze rivier ligt.
Het metropoolgebied bestaat uit het federaal territorium Kuala Lumpur, het federaal territorium Putrajaya en enkele districten uit de deelstaat Selangor: Gombak, Klang, Petaling en Hulu Langat.
De centrale en grootste stad is Kuala Lumpur met 2 miljoen inwoners. Aangrenzende voorsteden met meer dan 400.000 inwoners zijn Ampang Jaya, Kajang, Klang, Petaling Jaya, Shah Alam en Subang Jaya.
Bij de volkstelling van 2020 had Groot-Kuala Lumpur 9.085.737 inwoners op een oppervlakte van 7,143.44 km2.